# Jeannot Ahoussou-Kouadio

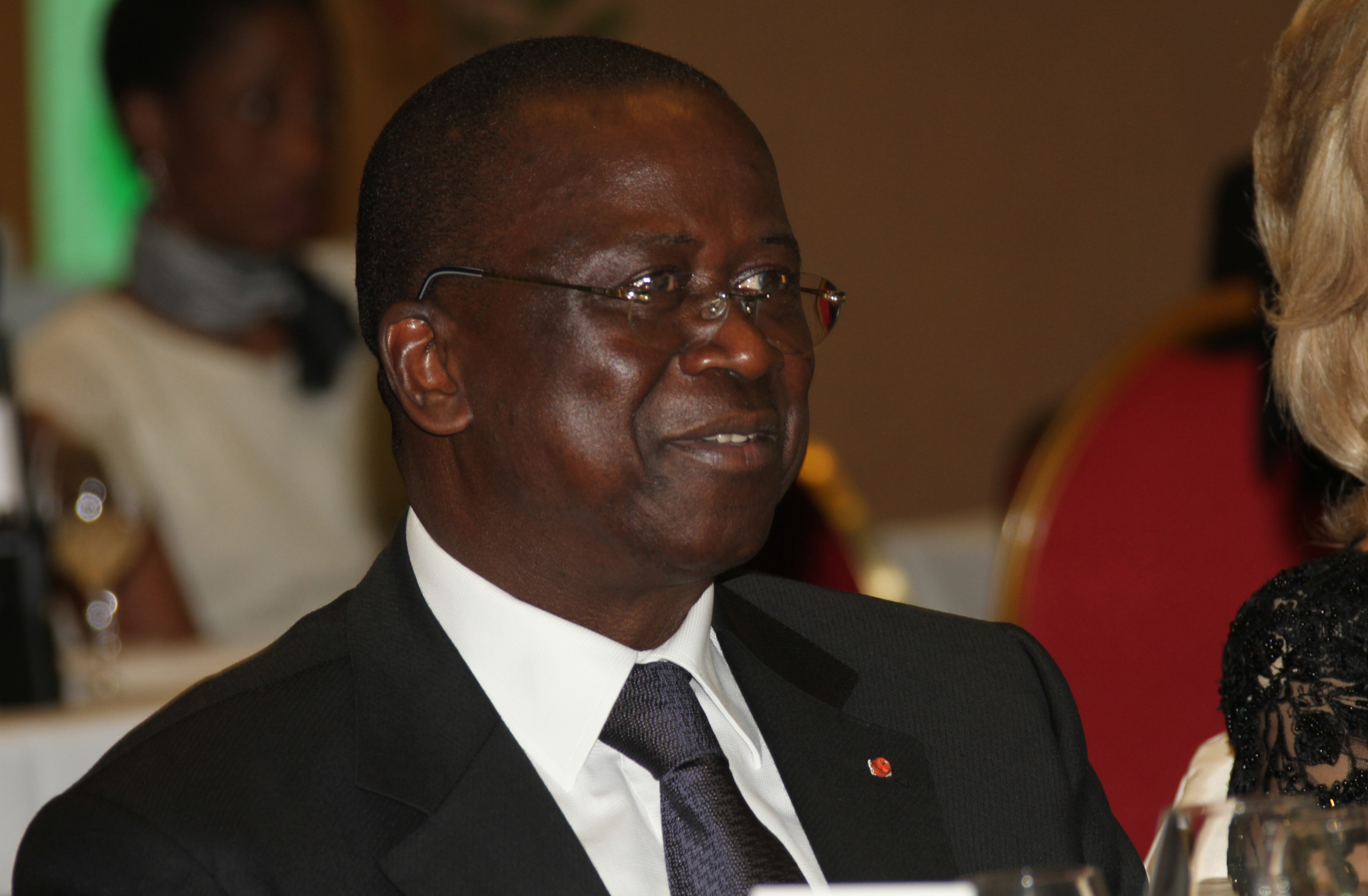
Jeannot Ahoussou-Kouadio, 2012

Jeannot Ahoussou-Kouadio (* 6. März 1951 in Raviart/Tié- diékro/Yamoussoukro) ist ein ivorischer Politiker und Mitglied der Parti Démocratique de Côte d’Ivoire (PDCI). Er war seit Dezember 2010 Justizminister unter Alassane Ouattara in der Regierung Soro III. Nach Soros Rücktritt war er vom März 2012 bis November 2012 Premierminister der Regierung Ahoussou-Kouadio.

## Karriere
Ahoussou-Kouadio ist ausgebildeter Rechtsanwalt. Er besuchte die Universität Abidjan, die er 1977 abschloss.
Seine Politische Karriere begann er 1970 bei der Mouvement des étudiants et élèves de Côte d’Ivoire (Kurz: MEECI; auf Deutsch: Bewegung der Schüler und Studenten der Elfenbeinküste). Von 1975 bis 1977 war er Präsident der MEECI für die Unterpräfektur Didiévi und von 1975 bis 1977 war er im Vorstand der MEECI für Justizschulen.
Von 1990 bis 1995 bekleidete er das Amt des Vorsitzenden von PDCI-RDA in der Region Cité Fairmont.
Er war stellvertretender Generalberichterstatter auf dem 9. Parteitag der PDCI-RDA. Außerdem ist er seit 1990 Vorsitzender des juristischen Zweiges der PDCI-RDA.
Er war Mitglied des regionalen juristischen Koordinationsausschusses der PDCI für Yamoussoukro. Seit dem 11. Parteitag der PDCI-RDA sitzt er als Mitglied im Politbüro. Außerdem ist er stellvertretender Generalsekretär für juristische Angelegenheiten.
Von 1985 bis 1990 war er Consultant von Didiévi und von 1990 bis 1995 übte er das Amt des stellvertretenden Bürgermeisters von Attécoubé aus. Außerdem war er in der Zeit Consultant von Abidjan.
Seit 1999 ist er Berater für Soziale und Wirtschaftliche Angelegenheiten. Seit 2000 ist er Mitglied des Parlaments für den Wahlkreis Didiévi und Tié- diékro.
Von 5. August 2002 bis Dezember 2005 war er als Industrieminister Mitglied der Regierung. Danach beriet er Henri Konan Bédié bei verschiedenen Verhandlungen, unter anderem bei denen zum Vertrag von Ouagadougou.
2010 wurde er zum Vorsitzenden des Kaderverbands und zum GrandCentre (AEC-GC) der PDCI-RDA gewählt.
Er war Vorsitzender des Wahlkomitees von Alassane Ouattara bei der Präsidentschaftswahl 2010.
Seit 5. Dezember 2010 war er Justizminister und Generalstaatsanwalt in der Regierung Soro III. Zusätzlich übte er das Amt des stellvertretenden Bauministers aus.
Nach dem Rücktritt der Regierung Soro III infolge der Parlamentswahl 2011 wurde er am 13. März 2012 Premierminister. Am 14. November 2012 wurde seine Regierung von Präsident Ouattara entlassen, am 21. November 2012 folgte ihm Daniel Kablan Duncan als Premierminister.

## Familie
Ahoussou-Kouadio ist verheiratet und hat sechs Kinder.